# 原田英代
原田 英代（はらだ ひでよ）は、山口県防府市出身の日本のピアニストである。ドイツと日本を拠点に活動する。

## 来歴・人物
東京芸術大学音楽学部、同大学院で松浦豊明に師事した後渡欧した。シュトゥットガルト音楽演劇大学、ウィーン国立音楽大学で学び、その後モスクワ音楽院のヴィクトル・メルジャーノフ教授のもとで研鑚を積んだ。
1984年にジュネーヴ国際音楽コンクール・ピアノ部門で最高位を、1991年にシューベルト国際ピアノコンクールで第1位を、同年にウィーン現代音楽コンクールで第2位を獲得した。1993年の第1回ラフマニノフ国際ピアノコンクールでは、旧西側参加者の中で唯一入賞し、2つの特別賞を受賞した。1999年に第5回エネルギア音楽賞（中国電力協賛）を、2001年に山口県芸術文化振興奨励賞を受賞した。
2001年から2005年まで秋吉台音楽ゼミナールの音楽監督を務めた。
国際コンクールの審査員を務めるほか、ラインガウ音楽祭、シュレースヴィヒ＝ホルシュタイン音楽祭などの国際的な音楽祭に招かれ、日本、ドイツ、ギリシャではマスタークラスを定期的に開催する。
2014年に「ロシア・ピアニズムの贈り物」（みすず書房）を刊行、メルジャーノフのもとでの研鑽とコンサート活動を経て得た知見を披露した。

## 評価
1998年にジョルジェ・エネスク交響楽団のドイツ公演にラドゥ・ルプとダブルキャストで同行し、グリーグのピアノ協奏曲を演奏したことを契機に、ドイツ国内で原田の名は広く知られるにいたり、現地の新聞は「この小柄で華奢な日本人ピアニストは本当に見事な“野獣の手”を持つ」と報じた。
「グリーグ／抒情小曲集」（2007年）及び『シューベルト／「さすらい人」幻想曲&ピアノ・ソナタ 変ロ長調 D960』（2011年）は、それぞれスーパーソニック賞を受賞しており、雑誌グラモフォン誌、Fono Forum誌、Pizzicato Magazine誌、レコード芸術誌で「特選盤」「推薦盤」等の評価を得た。

## 演奏活動
NHK交響楽団、読売日本交響楽団、日本フィルハーモニー交響楽団、東京シティ・フィルハーモニック管弦楽団、スイス・ロマンド管弦楽団、ケルンWDR交響楽団、南西ドイツ・フィルハーモニー交響楽団、トリノ・イタリア放送交響楽団、ジョルジェ・エネスク交響楽団、チェコ・ナショナル交響楽団等、国内外のオーケストラと協演を重ねた、世界各地の音楽祭にも出演した。
2003年から2010年まで、全10回にわたる「原田英代 シューベルト・チクルス（連続演奏会）」を開催し、ボロディン弦楽四重奏団らと共演した。ほかに、ローマン・トレーケル（バリトン）、ミハイル・シモニアン（ヴァイオリン）、イェンス＝ペーター・マインツ（チェロ）らと共演した。
2012年に明治神宮での明治天皇百年祭にて奉納演奏を行い、NHK交響楽団のメンバーと共演した。
海外では、定期的なコンサートのほかに、ドイツの俳優たちとの朗読付きコンサートを開催しており、女優コリンナ・ハルフォーフと共演した。

## ディスコグラフィ
- 原田英代 プレイズ ショパン&スクリャービン（2003年、フォンテック、日本）
- グリーグ／抒情小曲集（2007年、アウディーテ（英語版）、ドイツ）
- チャイコフスキー／「四季」&ラフマニノフ／「コレルリ変奏曲」（2008年、アウディーテ、ドイツ）
- シューマン・ピアノ作品集（2010年、Audite アウディーテ、ドイツ）
- シューベルト／「さすらい人」幻想曲&ピアノ・ソナタ 変ロ長調 D960（2011年、アウディーテ、ドイツ）